# Francofonte
Francofonte er en italiensk by (og kommune) i regionen Sicilien i Italien, med omkring 11.746(2023) indbyggere.  